# Brasilianische Fußballnationalmannschaft (U-17-Juniorinnen)
Die brasilianische U-17-Fußballnationalmannschaft der Frauen repräsentiert Brasilien im internationalen Frauenfußball. Die Nationalmannschaft untersteht der Confederação Brasileira de Futebol und wird seit August 2019 von der früheren Nationalspielerin Simone Jatobá trainiert.
Die Mannschaft tritt bei der U-17-Südamerikameisterschaft und der U-17-Weltmeisterschaft für Brasilien an. Mit vier Südamerikameisterschaften (2010, 2012, 2018, 2022 und 2024) ist das Team die erfolgreichste U-17-Nationalmannschaft in Südamerika. Entsprechend repräsentiert die brasilianische Auswahl den Kontinentalverband regelmäßig bei der U-17-Weltmeisterschaft, bei der Brasilien mit dem Einzug ins Viertelfinale 2010, 2012 und 2022 ihr bislang bestes Ergebnis erreichte.

## Turnierbilanz

### Weltmeisterschaft
| Jahr   | Gastgeber               | Platzierung        |
| ------ | ----------------------- | ------------------ |
| 2008   | Neuseeland              | Gruppenphase       |
| 2010   | Trinidad und Tobago     | Viertelfinale      |
| 2012   | Aserbaidschan           | Viertelfinale      |
| 2014   | Costa Rica              | nicht qualifiziert |
| 2016   | Jordanien               | Gruppenphase       |
| 2018   | Uruguay                 | Gruppenphase       |
| 2021 1 | Indien 1                | – 1                |
| 2022   | Indien                  | Viertelfinale      |
| 2024   | Dominikanische Republik | Gruppenphase       |

### Südamerikameisterschaft
| Jahr   | Gastgeber   | Platzierung       |
| ------ | ----------- | ----------------- |
| 2008   | Chile       | 2. Platz          |
| 2010   | Brasilien   | Südamerikameister |
| 2012   | Bolivien    | Südamerikameister |
| 2013   | Paraguay    | Gruppenphase      |
| 2016   | Venezuela   | 2. Platz          |
| 2018   | Argentinien | Südamerikameister |
| 2020 2 | Uruguay 2   | – 2               |
| 2022   | Uruguay     | Südamerikameister |
| 2024   | Paraguay    | Südamerikameister |